# Schitu (Giurgiu)
Schitu è un comune della Romania di 1 992 abitanti, ubicato nel distretto di Giurgiu, nella regione storica della Muntenia.
Il comune è formato dall'unione di 4 villaggi: Bila, Cămineasca, Schitu, Vlașin.